# Rutes E0x

Xarxa de carreteres europees de tipus 0xx han estat definides en l'Acord europeu sobre les grans rutes de trànsit internacional.

## Rutes de classe B
| Rutes E | Trajecte                                                                                 | Itinerari elbruz.org |
| ------- | ---------------------------------------------------------------------------------------- | -------------------- |
| E001    | Tbilisi (Geòrgia) - Vanadzor (Armènia)                                                   | -                    |
| E002    | Alyat - Sadarak (Azerbaidjan)                                                            | -                    |
| E003    | Uchkuduk (Uzbekistan) - Gaudan (Turkmenistan)                                            | -                    |
| E004    | Khizilordà (Kazakhstan) - Bukharà (Uzbekistan)                                           | -                    |
| E005    | Guza - Samarcanda (Uzbekistan)                                                           | -                    |
| E006    | Aini (Tadjikistan) - Kokand (Uzbekistan)                                                 | -                    |
| E007    | Taixkent (Uzbekistan) - Irkeshtam (Kirguizstan)                                          | -                    |
| E008    | Duixanbe (Tadjikistan) - Frontera entre la República popular de la Xina i el Tadjikistan | -                    |
| E009    | Jirgatol (Tadjikistan) - Frontera entre la República popular de la Xina i el Tadjikistan | -                    |
| E010    | Oix - Bixkek (Kirguizstan)                                                               | -                    |
| E011    | Kokpek (Kazakhstan) - Tyup (Kirguizstan)                                                 | -                    |
| E012    | Almati - Frontera entre la República popular de la Xina i el Tadjikistan (Kazakhstan)    | -                    |
| E013    | Sary-Osek - Koktal (Kazakhstan)                                                          | -                    |
| E014    | Usharal - Droujba (Kazakhstan)                                                           | -                    |
| E015    | Taskesken - Bakhty (Kazakhstan)                                                          | -                    |
| E016    | Zapadnoe - Astanà (Kazakhstan)                                                           | -                    |
| E017    | Ielabouga - Ufà (Kazakhstan)                                                             | -                    |
| E018    | Djezkazgan - Uspenovka (Kazakhstan)                                                      | -                    |
| E019    | Petropavl - Zapadnoe (Kazakhstan)                                                        | -                    |